# 張勇濤
張勇濤（1943年—）是中國武術家，杨式太极拳第五代传人，中国武术八段。曾任北京市武术运动协会杨式太极拳研究会会长。

## 生平
祖籍河北任县。出身於太极拳世家，外祖父崔毅士為杨澄甫的弟子，母親崔秀辰是北京杨式太极拳研究会的首任会长。他從小就隨外祖父練習杨式太极拳。
1960年代開始參加各類武术比賽。在1991至1993年間，張勇濤连续三年獲得北京市武术比赛杨式太极拳、太极刀、太极剑第一名。2004年，代表中国武术协会参加首届世界传统武术节，獲得杨式太极拳、太极剑第一名。他還曾到法国、日本、新加坡、瑞士、马来西亚等国教拳。2012年8月，首收23人為入门弟子

## 外部連結
- 官方网站